# Gilbert Highet
Gilbert Arthur Highet (/ˈhaɪɪt/;  22 de junho de 1906 - 20 de janeiro de 1978) foi um classicista escocês-americano, escritor acadêmico, crítico intelectual e historiador literário.

## Biografia
Nascido em Glasgow, Escócia, Gilbert Highet é mais conhecido como um professor de humanidades de meados do século XX nos Estados Unidos. Ele estudou na Hillhead High School, em Glasgow, na Universidade de Glasgow e, tanto na Snell quanto na Jenkyns Exhibition, no Balliol College, em Oxford. Sua carreira em Oxford foi distinguida por um Primeiro em Moderações Clássicas, 1930,  uma Bolsa Irlanda e Craven, 1930,  o Prêmio do Chanceler para Verso Latino, 1931,  e um Primeiro em Literae Humaniores ('Grandes', filosofia e história antiga) em 1932. Foi nomeado membro do St John's College, Oxford, em 1932  e permaneceu na faculdade até 1938, quando se mudou para a Universidade de Columbia.
Ele conheceu sua esposa, a famosa romancista Helen MacInnes, enquanto eram colegas de estudo em Glasgow, e se casaram em 1932. Em 1938, foi nomeado para a cadeira de Latim e Grego na Universidade de Columbia. Ele permaneceu na Columbia até 1971 (exceto pelo serviço no Exército Britânico durante a Segunda Guerra Mundial). Ele se tornou cidadão americano em 1951, após sua nomeação como Professor Anthon de Língua e Literatura Latina em 1950.
Conhecido como um "populista" de textos clássicos e um intelectual público, Highet dedicou a maior parte de sua energia ao ensino, mas também aspirou elevar o nível da cultura de massa e alcançou uma influência mais ampla publicando ensaios e livros, apresentando seu próprio programa de rádio (seus populares programas de rádio de 15 minutos transmitidos semanalmente na década de 1950 por mais de 300 estações de rádio nos Estados Unidos e Canadá), atuando como jurado do Book-of-the-Month Club e servindo no conselho editorial da revista Horizon.
Em 1965, em Columbia, Highet cancelou uma das suas palestras para protestar contra o fato de um representante da New York Mattachine Society, uma das primeiras organizações de defesa dos direitos dos homossexuais, estar autorizado a falar no Ferris Booth Hall.
Highet morreu de câncer no Hospital de Nova York aos 71 anos. Além da esposa, Highet deixou um filho, Keith, e três netos. Seu obituário também apareceu na edição de 26 de janeiro de 1978 do The Times.

## Pensamento
Assim como outros que lecionavam na Columbia naquela época — Lionel Trilling, Mark Van Doren, Eric Bentley, Ernest Nagel — Gilbert Highet concebeu seu trabalho como o fomento de uma tradição. "Não são livros, pedaços de papel sem vida, mas 'mentes' vivas nas prateleiras", escreveu Highet. Ele acreditava que "o principal objetivo da educação é mostrar a você, depois de ganhar a vida, como aproveitar a vida; e você pode viver mais, melhor e de forma mais gratificante ao atingir e preservar a felicidade do aprendizado".
Como acadêmico em uma época em que a democracia, o comunismo e o fascismo competiam pela supremacia, ele acreditava que era dever do intelectual apoiar a liberdade e defender o pluralismo. "O objetivo daqueles que tentam controlar o pensamento é sempre o mesmo", escreveu ele. "Eles encontram uma única explicação para o mundo, um sistema de pensamento e ação que (eles acreditam) cobrirá tudo; e então tentam impor isso a todas as pessoas pensantes."
Acima de tudo, ele se dedicou a aprender com o passado. "A história é uma experiência estranha", escreveu ele na introdução de um ensaio sobre Bizâncio. "O mundo é bem pequeno agora; mas a história é grande e profunda. Às vezes você pode ir muito mais longe sentando-se em sua própria casa e lendo um livro de história, do que entrando em um navio ou avião e viajando mil milhas. Quando você vai para a Cidade do México pelo espaço, você a encontra uma espécie de cruzamento entre a moderna Madri e a moderna Chicago, com adições próprias; mas se você for para a Cidade do México pela história, voltando apenas 500 anos, você a encontrará tão distante como se estivesse em outro planeta: habitada por bárbaros cultos, sensíveis e cruéis, altamente organizados e ainda na Idade do Cobre, uma coleção de contrastes surpreendentes e inacreditáveis." Apesar disso, como Highet mostrou acima de tudo em sua obra-prima The Classical Tradition, foi possível descobrir no passado um grande rio humanizador de aprendizado que conectava o presente às civilizações bíblica e especialmente grega e romana, e por meio de sua prosa evocativa e graciosa fazer com que alguém se sentisse em casa naquele fluxo de vidas passadas, e ansiasse por isso. Highet tendia a ser crítico da literatura contemporânea, atribuindo-lhe qualidades decadentes.
Ele próprio era um professor muito elogiado. Robert J. Ball, em uma apreciação sob o título Living Legacies publicada em 2001 na Columbia University Alumni Magazine, escreveu: "Quando Gilbert Highet entrava na sala de aula, a pessoa sentia como se a cortina estivesse subindo em uma peça da Broadway, com uma lenda viva na liderança. Ele lembrava aos alunos (não surpreendentemente) um oficial do Exército Britânico — do tipo retratado por Jack Hawkins em filmes — alto, ereto, bonito, barbeado e impecavelmente vestido. Ele consistentemente dava ao seu público uma performance imponente, não importava se ele falava, cantava, ficava de pé ou andava, com uma presença comparável à de Laurence Olivier ou John Houseman. ... Com sua mente poderosa e especulativa, ele dava aos seus alunos uma experiência intelectual extraordinária, coroada por um exibicionismo talvez inigualável na sala de aula da faculdade americana."

## Obras
Highet escreveu muito. Suas principais obras incluem:
- An Outline of Homer (1935)
- Werner Jaeger, Paideia: die Formung des griechischen Menschen, translated by Gilbert Highet as Paideia: The Ideals of Greek Culture (3 vols, 1939–1944)
- The Classical Tradition: Greek and Roman Influences on Western Literature (1949)
- The Art of Teaching (1950)
- Another solution (1951) uma das poucas peças de ficção de Highet, publicada na Harper's Magazine.
- People, Places and Books (1953)
- A Clerk of Oxenford: Essays on Literature and Life (1954)
- Man's Unconquerable Mind (1954)
- The Migration of Ideas (1954)
- Juvenal the Satirist: A Study (1954)
- Poets in a Landscape (1957)
- Talents and Geniuses (1957)
- The Powers of Poetry (1960)
- The Anatomy of Satire (1962)
- Explorations (1971)
- The Immortal Profession: The Joys of Teaching and Learning (1976)
- The Speeches in Vergil's Aeneid (1972)
- The Classical Papers of Gilbert Highet, edited by Robert J. Ball (1983)
- The Unpublished Lectures of Gilbert Highet, edited by Robert J. Ball (1998)

Highet contribuiu com um ensaio satírico, 'Motherhood', para Red Rags:Essays of Hate from Oxford, ed. RC Carr, Londres: Chapman e Hall, 1933, 77–85.